# Julien Bessette
Pour les articles homonymes, voir Bessette.
Julien Bessette est un acteur québécois né le 8 novembre 1929 à Montréal (Canada) et décédé le 27 mars 1999 à Montréal (Canada) des suites d'un cancer de la gorge.

## Filmographie
- 1957 - 1959 : Radisson (série télévisée) : Nahala (Radisson's Indian enemy)
- 1957 : À moitié sages (série télévisée) : Julian Astor
- 1958 - 1961 : Le Courrier du roy (série télévisée) : M. Dupresmal
- 1959 - 1962 : Ouragan (série télévisée) : Panthère Rouge
- 1960 - 1961 : La Force de l'âge (série télévisée) : André Quirion
- 1962 - 1965 : Le Pain du jour (série télévisée) : Fernand Lemieux
- 1962 : Histoires extraordinaires : Docteur Goudron et professeur Plume : rôle inconnu
- 1963 - 1966 : Ti-Jean caribou (série télévisée)
- 1965 - 1970 : Cré Basile (série télévisée) : M. Lecours
- 1967 - 1968 : D'Iberville (série télévisée) : Jacques de Meulles
- 1967 - 1970 : Les Belles Histoires des pays d'en haut (série télévisée) : Le curé Jean-Baptiste Marie Raudin
- 1970 - 1978 : Les Berger (série télévisée) : Me Jacques Dubord
- 1970 - 1975 : Mont-Joye (série télévisée) : Paul Joyal
- 1970 - 1977 : Symphorien (série télévisée) : Curé
- 1975 - 1977 : Y'a pas de problème (série télévisée) : Joachim Garnier
- 1977 - 1979 : Dominique (série télévisée) : rôle inconnu
- 1978 - 1982 : Terre humaine (série télévisée) : Le père Réal Jacquemin
- 1978 : Le Procès d'Andersonville (série télévisée) : Capitaine Williams
- 1984 - 1992 : Entre chien et loup (série télévisée) : Père Frédéric
- 1995 : Le Sorcier (série télévisée) : Oncle Baptiste
- 1997 : J'en suis ! : Monsieur Corbeil
- 1998 : The Rogers' Cable : Grandpa Rogers

## Anecdotes
Victime d'une tentative d'assassinat qui a coûté la vie à son compagnon de vie en 1981 à Brossard, dont une femme sera accusée plus de 20 ans plus tard,. Bessette a même été soupçonné de cet acte.
Comédien de la publicité-télé de Crest en noir & blanc en 1969 dont Louis-José Houde s'est moquée à l'émission Ici Louis-José Houde (2006).
Il a aussi fait les voix suivantes dans la version québécoise de la série Les Simpson, du début de la série jusqu'à son décès en mars 1999 :
- Hans Moleman
- Willy le jardinier
- Jasper Beardley
- Kirk Van Houten
- Capitaine Horatio McCallister
- Roger Myers Jr

il a aussi fait une voix dans le doublage Québécois du film L'Armée des Ténèbres incarnant la voix de l'homme sage.
Julien Bessette a doublé la voix de James Doohan qui incarne le personnage de Scotty dans les premiers épisodes de la série Star Trek ou Patrouille du cosmos en version française.